# Lista de membros da Royal Society eleitos em 1771
Membros da Royal Society eleitos em 1771.

## Fellows
1. John Wynn Baker (–1775)
2. Peter von Biron (1724–1800)
3. Alexander Dalrymple (1737–1808)
4. William Duncan (ca. 1715–1774)
5. Robert Erskine (1735–1780)
6. John Frere (1740–1807)
7. Richard Cope Hopton (ca. 1738–1810)
8. Samuel Howard (ca. 1731–1811)
9. John Glen King (1732–1787)
10. John Philip de Limbourg (1726–1811)
11. Francis Maseres (1731–1824)
12. Paul Henry Maty (1745–1787)
13. John Paradise (1743–1795)
14. James Petty (–1822)
15. Constantine Phipps (1744–1792)
16. Marcin Odlanicki Poczobutt (1728–1810)
17. Philip Stephens, 1.º Baronete (1723–1809)
18. Marmaduke Tunstall (1743–1790)
19. Thomas Tyrwhitt (1730–1786)
20. George Walker (ca. 1734–1807)
21. Benjamin Way (1740–1808)